# Geomyza combinata
Geomyza combinata ist eine Fliege aus der Familie der Grasfliegen (Opomyzidae).

## Merkmale
Die Fliegen erreichen eine Körperlänge von 3 bis 3,5 Millimetern. Ihr Körper ist rotgelb. Das Schildchen (Scutellum) ist unbehaart, sein vorderes Borstenpaar ist kürzer. Die Flügel sind schlank und sind an den Spitzen dunkel getönt. Ihre Queradern sind dunkel gesäumt, auch vor der Mündung der Medianader befindet sich ein dunkler Saum. Das Mesonotum trägt vier Paar Dorsozentralborsten, von denen sich ein Paar vor der Quernaht befindet. Die Fühlerborste (Arista) ist lang gefiedert. 

## Vorkommen und Lebensweise
Die Tiere kommen in Europa weit verbreitet vor. Die Imagines sind Blütenbesucher, die Larven entwickeln sich in Honiggräsern (Holcus). 

## Belege